# Vila Pitinga
Pitinga ou Vila Pitinga é um povoado do município de Presidente Figueiredo, no estado do Amazonas. Foi criada a partir da abertura da mina de Pitinga, uma área de exploração mineral aberta no local, onde se faz extração de vários minerais, mas os principais são estanho e a liga metálica de ferro, nióbio e tântalo. Pertencente à mineradora Taboca (grupo peruano Minsur).
O povoado está localizado a 320 quilômetros de Manaus, no sentido Boa Vista (RR, BR-174). Em 2009, tinha aproximadamente 2 500 moradores e taxas reduzidas de criminalidade e mortalidade infantil.